# Adel Al-Anezi
Adel Al-Anezi (in arabo عادل العنزي‎?; Al Kuwait, 6 febbraio 1977) è un calciatore kuwaitiano, attaccante dell'Al Kuwait Kaifan.

## Carriera

### Nazionale
Esordisce con la  Nazionale kuwaitiana il 9 maggio 2002, contro la Germania.

Ha disputato con la selezione olimpica le olimpiadi di Sydney 2000.